# Перес Букет, Себастьян
Себастьян Перес Букет Перес (исп. Sebastián Pérez Bouquet Pérez; род. 22 июня 2003, Гвадалахара) — мексиканский футболист, атакующий полузащитник клуба «Хуарес».

## Клубная карьера
Перес — воспитанник клуба «Гвадалахара». 13 февраля 2022 года в матче против УАНЛ Тигрес он дебютировал в мексиканской Примере. 28 июля в поединке против «Керетаро» Себастьян забил свой первый гол за «Гвадалахару». Летом 2023 года Перес на правах аренды перешёл в «Хуарес». 1 июля в матче против столичной «Америки» он дебютировал за новый клуб.

## Международная карьера
В 2023 году в составе олимпийской сборной Мексики Перес принял участие в домашних Панамериканских играх.